# Tennis da spiaggia ai Giochi mondiali sulla spiaggia
Il tennis da spiaggia è inserito nel programma dei Giochi mondiali sulla spiaggia sin dall'edizione inaugurale che si è svolta nel 2019. Vengono disputati tre tornei di doppio maschile, femminile e misto.

## Edizioni
| Giochi | Anno | Sede | Gare |
| ------ | ---- | ---- | ---- |
| I      | 2019 | Doha | 3    |

## Medagliere complessivo
| Posizione | Paese   | Oro | Argento | Bronzo | Totale |
| --------- | ------- | --- | ------- | ------ | ------ |
| 1         | Brasile | 1   | 2       | 1      | 4      |
| 2         | Italia  | 1   | 0       | 0      | 1      |
| 2         | Spagna  | 1   | 0       | 0      | 1      |
| 4         | Francia | 0   | 1       | 0      | 1      |
| 5         | Russia  | 0   | 0       | 2      | 2      |
| Totale    | Totale  | 3   | 3       | 3      | 9      |